# Vallecillosaurus
Vallecillosaurus — викопний рід мозазаврових пізнього крейдяного періоду, що мешкав у Мексиці, в штаті Нуево-Леон. Це була відносно невелика рептилія довжиною менше 1 м.